# Louis de Freycinet

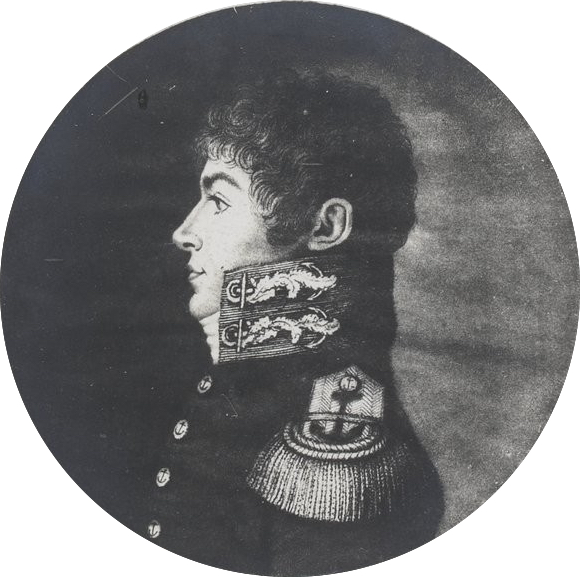
Louis Claude de Saulces de Freycinet (1779 – 1841)

Louis Claude de Saulces de Freycinet meestal Louis de Freycinet (Montélimar, Drôme, 7 augustus 1779 – Saulce-sur-Rhône, Drôme, 18 augustus 1842) was een Franse marine-officier, ontdekkingsreiziger en natuuronderzoeker.

## Biografie
Louis de Freycinet kwam in 1793 bij de Franse marine in dienst. In 1800 nam hij deel aan een expeditie die tot doel had de zuid- en zuidwestkust van Australië in kaart te brengen. Aardrijkskundige namen in Australië zoals Freycinet Estuary, Cape Freycinet en Freycinet Peninsula zijn genoemd naar deze Louis, evenals het Nationaal park Freycinet op Tasmanië.
In 1817 begon hij aan een reis om de wereld als commandant van het korvet de Uranie en leider van een wetenschappelijke expeditie die zowel geografisch als astronomisch, fysisch (magnetisme), meteorologisch, etnologisch en natuurhistorisch onderzoek uitvoerde. Op 12 februari 1820 leed de expeditie schipbreuk in de buurt van Kaap Hoorn. Louis de Freycinet wist zowel de bemanning als veel resultaten van het uitgevoerde onderzoek in veiligheid te brengen en slaagde erin om in Zuid-Amerika een nieuw schip te bemachtigen dat hij de la Physicienne doopte. Op 8 mei 1820 zette hij zijn wereldreis voort en op 13 november voer hij de haven van Le Havre in Frankrijk binnen.
Tussen 1824 en 1844 verschenen over deze expeditie lijvige boekwerken. Voyage autour du monde sur les corvettes Uranie et la Physicienne pendant les années 1817, 1818, 1819 et 1820 Tekst in het Frans.